# Pathankot
Pathankot (en panjabi: ਪਠਾਨਕੋਟ, en hindi: पठानकोट) és una ciutat i municipalitat del districte de Gurdaspur al Panjab.
Segurament formà part del regne de Dahmeri, que en temps ja històrics incloïa bona part de Gurdaspur i Kangra, i que tenia per capital a Nurpur a la regió de Kangra; Pathankot hauria estat un lloc de certa importància i el clan rajput dels pathània va agafar el nom de la ciutat. Des d'antigament va estar governada per rajputs entre els quals van destacar Raja Bakht Mai, que durant el seu regnat va traslladar la capital Dhameri i a lluitar per Sikandar Suri (1555) a Mankot; Bas Deo, que es va rebel·lar contra Akbar; Suraj Mal que es va rebel·lar contra Jahangir; i Jagat Singh que es va rebel·lar contra Shah Jahan i va acompanyar a Dara Sikoh a Kandahar. L'estat rajput de Pathankot fou ocupat per Ranjit Singh de Lahore el 1815. El 1849 va passar als britànics amb l'annexió del Panjab. El 1867 es va crear la municipalitat.